# Granibacken

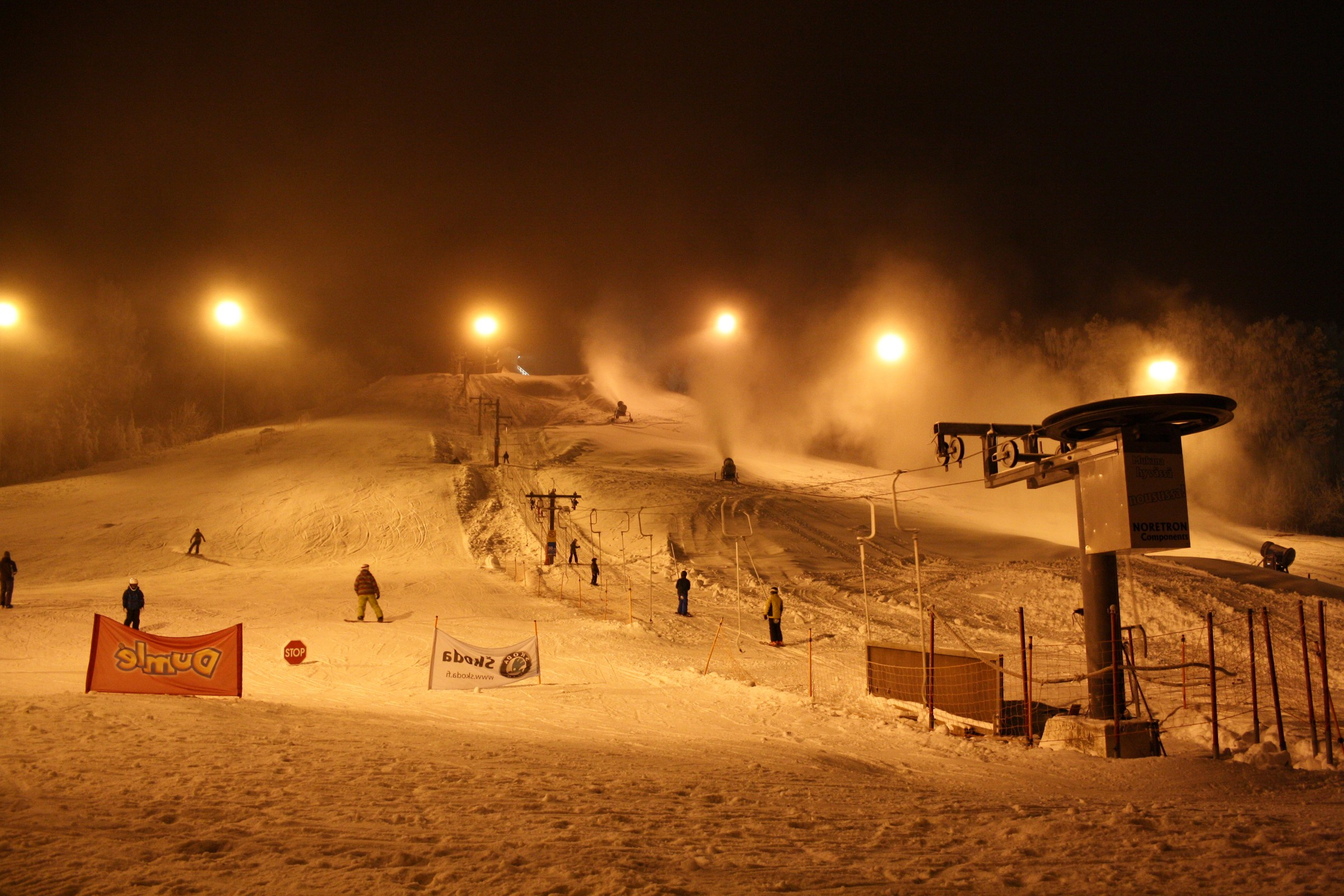
Granibacken

Granibacken är en slalombacke i Grankulla stad i landskapet Nyland.
Granibacken är den äldsta slalombacken i Finland och den invigdes 14 januari 1934. Backen är 48 meter hög. Den första skidliften togs i bruk 1951 och var då den andra skidliften i Finland. Den nuvarande knappliften installerades år 2006. 
Finska mästerskapen i slalom ordnades i Granibacken 18 januari 1943 av Fjällskidarklubben-37 och Grankulla IFK inledde sin slalomverksamhet 1946.  
Grankulla IFK driver backen via sin alpinsektion, GrIFK Alpine, medan Grankulla stad äger backen. Skidföreningen är den största i Finland med cirka 1000 medlemmar och skidskolan har över 900 deltagare i åldern 4–12 år. GrIFK Alpine har varit landets bästa slalomklubb 2000–2008. Marcus Sandell är föreningens kändaste slalomåkare.  